# فوستر ذا بيبول
فوستر ذا بيبول (بالإنجليزية: Foster the People)‏ هي فرقة إندي بوب تأسست في 2009، تتكون حالياً من المغني مارك فوستر وعازف الغيتار شون كيمينو ومارك بونتوس.

## وصلات خارجية
- فوستر ذا بيبول على موقع IMDb (الإنجليزية)
- فوستر ذا بيبول على موقع ميوزك برينز (الإنجليزية)
- فوستر ذا بيبول على موقع رولينغ ستون (الإنجليزية)
- فوستر ذا بيبول على موقع أول ميوزيك (الإنجليزية)
- فوستر ذا بيبول على موقع ديسكوغز (الإنجليزية)